# The Strokes

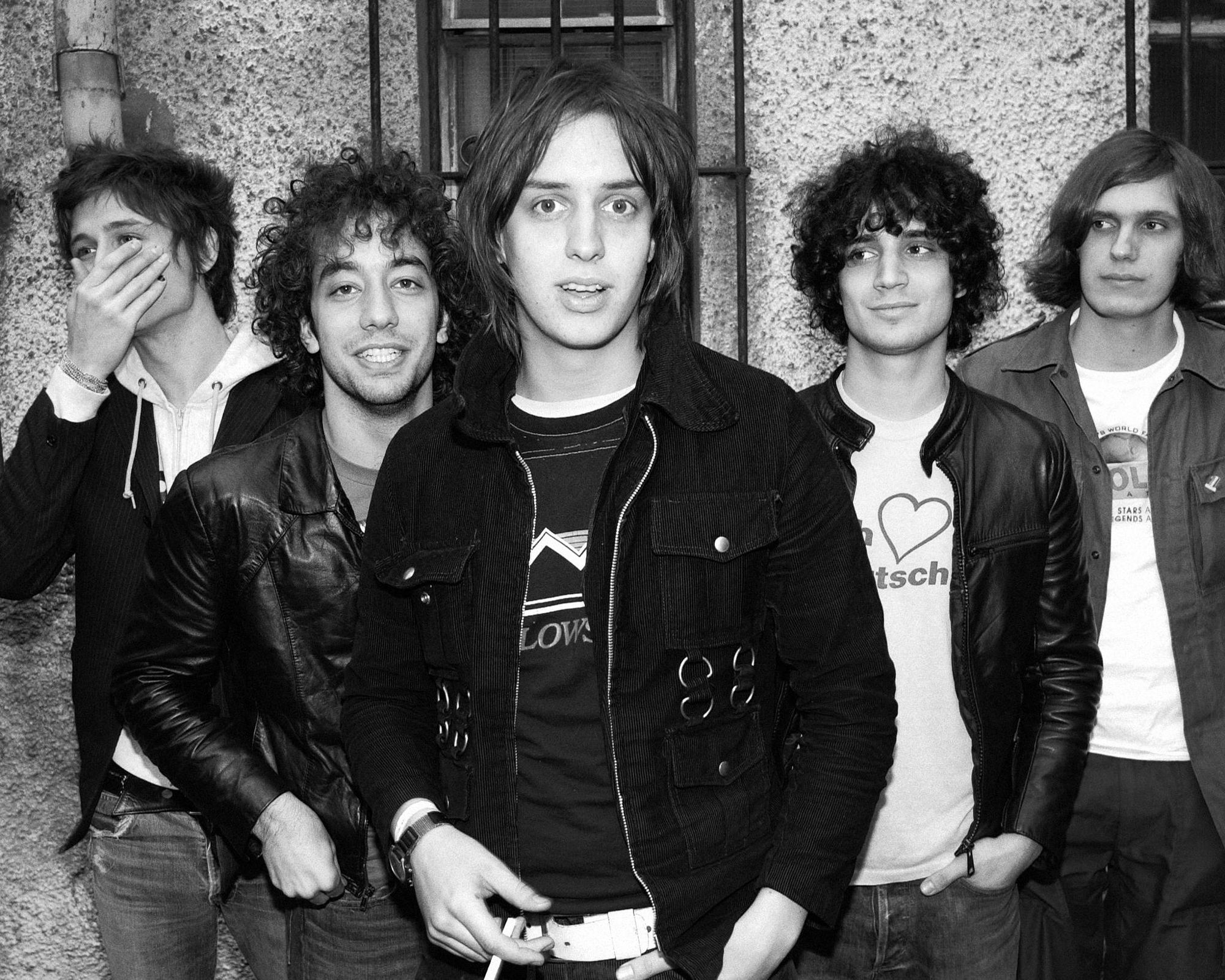
The Strokes 2002

The Strokes is een Amerikaanse rockband. De band werd in 1998 in New York opgericht en bestaat uit zanger Julian Casablancas, de gitaristen Albert Hammond Jr. en Nick Valensi, bassist Nikolai Fraiture en drummer Fabrizio Moretti.
In 2001 brachten zij hun debuutalbum Is this it uit, waarmee The Strokes als leidende figuren werden gezien in de postpunk- en garage rock revival. Het album werd wereldwijd geprezen en NME doopte de groep om tot the saviours of rock-'n-roll. Twee jaar later kwam het vervolgalbum Room on fire uit, gevolgd door First Impressions of Earth in 2006. Hierna nam de band een lange pauze, waarbij verschillende bandleden aan soloprojecten gingen werken. In het voorjaar van 2011 verscheen het vierde studioalbum getiteld Angles. Diens opvolger Comedown Machine kwam uit in maart 2013. En in 2020 het album The New Abnormal. 

## Biografie

### 1998-2001: Oprichting en eerste ep

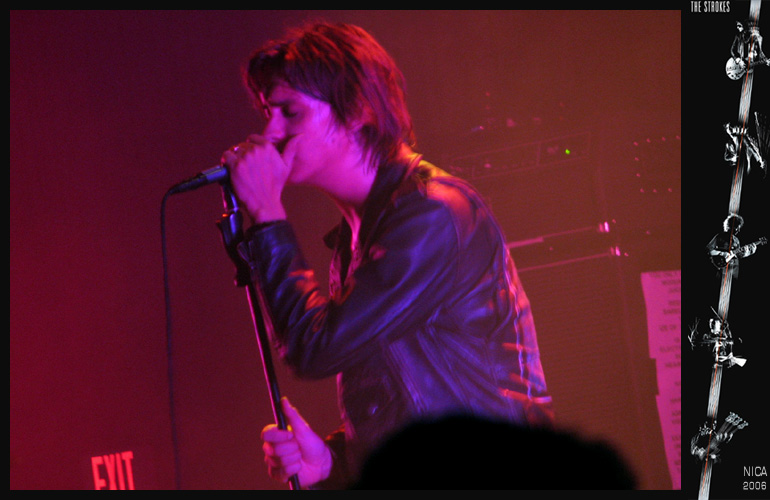
Julian Casablancas.

Zanger Julian Casablancas ontmoette Nick Valensi en Fabrizio Moretti op Dwight School, een privéschool in New York. In 1998 begonnen de drie samen muziek te maken. Snel daarna ontmoetten ze Nikolai Fraiture, een bassist die in de Upper East Side op school zat. Fraiture werd door de anderen gevraagd om zich bij hun band te voegen, een uitnodiging waar hij op inging. De line-up raakte compleet toen Casablancas aan zijn vroegere vriend Albert Hammond Jr. vroeg of hij bij de band wilde komen. Hammond Jr. kende Casablancas van zijn periode op een kostschool in Zwitserland en was net vanuit Los Angeles naar New York verhuisd. Nadat ze enige tijd onder de naam The Stinky Beatles speelden, werd in 1999 The Strokes als bandnaam gekozen. Dat jaar hield de band zich vooral bezig met oefenen in het New York City's Music Building.
The Strokes begon op te treden in kleine clubs in New York: hun eerste concert was in het New Yorkse Spiral. Ook waren ze te zien in onder andere de Luna Lounge, Arlene Grocery en Baby Jupiter. Na enige tijd kon de band in steeds grotere zalen spelen, totdat ze in december 2000 in de Mercury Lounge (een populaire bar in Manhattan) ontdekt worden. Ryan Gentles, de eigenaar van de bar, was zo onder de indruk dat hij zijn baan opgaf om manager te worden van de band. De band schreef nummers als Last nite en The modern age. Ook kwamen ze in contact met Gordon Raphael, een producer met wie de band een demo mocht opnemen nadat hij een concert van hen bijwoonde.
In 2001 bracht de band via Rough Trade Records hun eerste ep The modern age uit, met de nummers Last nite, Barely legal en The modern age. Deze ep werd de doorbraak voor de band: verschillende platenmaatschappijen vochten om hun handtekening. Uiteindelijk koos de band voor RCA Records, waarbij Rough Trade de zaken in het Verenigd Koninkrijk zou regelen. Er werd begonnen met het werken aan het debuutalbum. De band werkte daarvoor in de Sear Sound Studio in New York. Voor het uitbrengen van Is this it ontstond commotie over de voorkant van het album, waar het heup-gedeelte van een naakte vrouw te zien was. De Amerikaanse versie van het album kreeg uiteindelijk een alternatieve cover. Na de terroristische aanslagen in New York van 11 september, werd ook het nummer New York Cops van de Amerikaanse versie van het album gehaald. Het leek de band ongepast om dit nummer te gebruiken en liet het vervangen door When it started.

### 2001-2003:Is this it
Is this it werd in augustus 2001 uitgebracht. In februari speelde de band hun eerste grote show in Engeland tijdens de NME Awards. De band werd uitgenodigd om in het voorprogramma van Doves te spelen. Er volgde een Engelse toer in juni, die samenviel met de uitgave van de single Hard to explain. Twee optredens in deze toer moesten verplaatst worden nadat Moretti zijn hand brak. Ook stonden ze op de Reading en Leeds Festivals en T in the Park, waar ze de eerste act waren op het hoofdpodium. Om het album verder te promoten ging de band op een wereldtoer waarbij Japan, Australië, Nieuw-Zeeland en Europa werden aangedaan.
Is this it kreeg van gerenommeerde media positieve kritieken zoals een 4 sterren-review van Rolling Stone en de titel 'album van het jaar' van Time Magazine. Ook NME noemde Is this it het album van het jaar en koos The Strokes als 'Best New Act'. De band plande een nieuwe Engelse toer in 2002, die binnen enkele uren volledig werd uitverkocht. Ook stond de band tweemaal in het voorprogramma van The Rolling Stones. In augustus 2002 speelde The Strokes op New York’s Radio City Music Hall met The White Stripes-lid Jack White. Hij bespeelde de gitaar tijdens het nummer New York City Cops. In deze periode verscheen de band ook bij Jay Leno, David Letterman en Saturday Night Live. De band begon redelijk snel met het schrijven van het vervolgalbum; in januari waren er al 14 nummers geschreven.

### 2003-2005:Room on fire

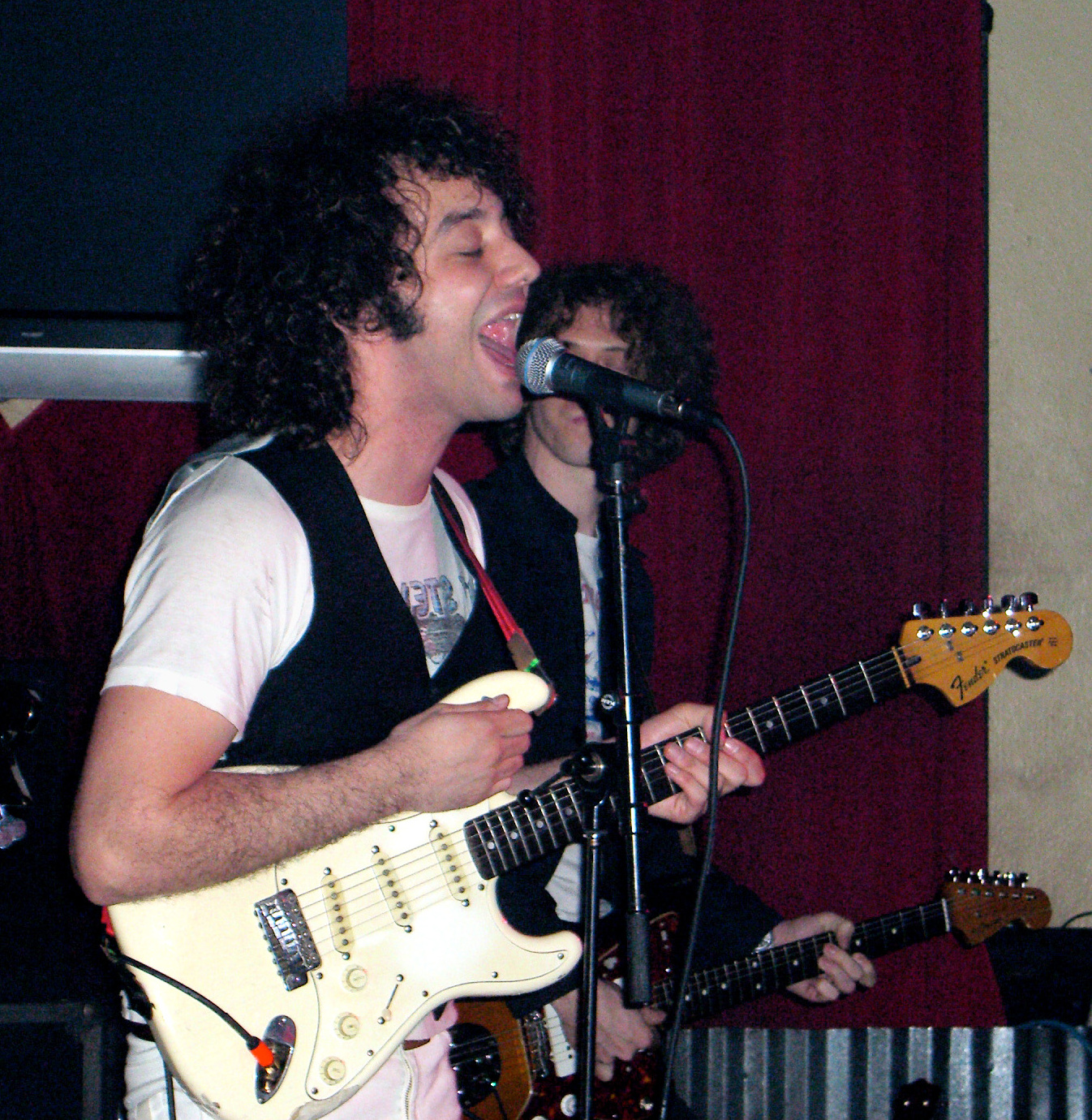
Albert Hammond Jr.

In december zond BBC Radio Meet me in the bathroom uit, een documentaire over The Strokes. Er waren interviews te horen en de bands bezigheden rond een optreden in New York. Als de band de studio's in gaat voor de opnamen, roepen ze de hulp in van Nigel Godrich, bekend van zijn werk met Radiohead. Om zich te concentreren op de opnamen gingen The Strokes ook niet toeren totdat het album werd uitgebracht. Later stonden ze in augustus 2003 toch tweemaal in Japan. Het werk in de studio met Godrich bleek niet uit te pakken en de band koos wederom voor Gordon Raphael als producer. Met Grodrich maakte de band het album af. Op 20 oktober 2003 kwam het tweede album Room on fire uit, met het nummer 12:51 als eerste single. Hierna volgde een wereldtour door onder andere de Verenigde Staten, Europa en Zuid-Amerika. In 2004 stond een live-elpee gepland, getiteld Live in London. Het optreden hiervoor vond plaats in het Londense Alexandra Palace. Deze zou in oktober verschijnen, maar de elpee werd niet uitgebracht vanwege kwaliteitsproblemen.
Voorbereidingen voor het derde album waren er al in 2004, toen enkele nummers werden geschreven. Ze gingen met Gordon Raphael naar een New Yorkse studio om aan de opnamen te beginnen. Later werd ook de hulp van producer David Kahne ingeroepen. De planning op dat moment was om het album in de lente van 2005 uit te brengen. Er werd echter de tijd genomen omdat de band geen druk kreeg van de platenmaatschappij. De bandleden besloten muzikaal een andere richting op te zoeken, zoals Casablancas vermeldde: "Ik wil dat [het nieuwe album] anders en nieuw wordt, dus we denken nu na over een boel dingen. We nemen de tijd om passende geluiden te vinden in plaats van om onze gitaren in te pluggen en ze zeggen 'dat klinkt cool'". In de zomer van 2005 waren de nummers klaar en werd het album gemixt door Andy Wallace. In september, vier maanden voor de uitgave van het album, werd de eerste single Juicebox uitgebracht. In de laatste maanden van 2005 werd een kleine toer door Zuid-Amerika, Australië en Europa gehouden om de nieuwe nummers ten gehore te brengen.

### 2006-2008:First impressions of Earth
First Impressions of Earth werd uitgebracht in januari 2006, gevolgd door een wereldwijde toer. Daarbij werden in de zomer enkele Europese festivals aangedaan. Een opvallend optreden werd gegeven in het Londense Natural History Museum, waarbij ze omringd door dinosaurussen een concert hielden. In februari kreeg The Strokes de prijs van Beste Internationale Band bij de NME Awards. Van het album werden de singles "Juicebox", "Heart in a Cage" en "You Only Live Once" uitgebracht.
Nadat in 2007 alle optredens waren afgerond, begon de band aan een lange pauze. Sommige bandleden begonnen wel aan hun eigen projecten. Albert Hammond Jr. bracht in twee jaar tijd twee soloalbums uit: Yours to keep in 2006 en ¿Cómo te llama? in 2008. Hammond Jr. schreef sommige nummers van Yours to keep oorspronkelijk voor The Strokes, maar deze werden geweigerd door de overige bandleden. Hierop besloot hij de nummers zelf uit te brengen. In 2008 begon Frabrizio Moretti een zij-project met zijn vriendin Binki Shapiro en gitarist Rodrigo Amarante. Nick Valensi verscheen op het nummer Better van Regina Spektor. Ook Nikolai Fraiture kreeg in 2008 zijn eigen project in samenwerking met Regina Spektor en Yeah Yeah Yeahs-guitarist Nick Zinner. Het project kreeg de naam Nickel Eye.
De bandleden kwamen in 2009 bij elkaar om te werken aan een vierde album. De opnamen begonnen officieel in februari 2010, met Joe Chiccarelli als producer en Gus Oberg als engineer. De sessies vonden plaats in de Avatar Studio's in New York. Volgens Casablancas waren de opnamen een diepere 'samenwerking' dan die bij de vorige albums: "Ik heb er een boel melodieën voor geschreven, maar de andere jongens hebben ook veel bijgedragen: melodieën, refreinen, overige delen. Er is veel meer sprake van een collaboratie. De muziek zal een ander gevoel hebben dan bij de vorige platen." Ook werden de eerste festivaloptredens reeds bevestigd: The Strokes was te zien op het Amerikaanse Lollapalooza en de Europese festivals Rockness, South Side, Hurricane en Isle of Wight. In het voorjaar van 2011 werd het vierde album, met de titel Angles, uitgebracht.

## Muziekstijl
The Strokes halen hun inspiratie uit artiesten als Buddy Holly en John Lennon. Ook waren mede-New Yorkers Television en The Velvet Underground van invloed. De band wordt vaak vergeleken met bands uit de British Invasion en New Yorkse new wave-bands uit de jaren 70 en 80.
The Strokes zelf hadden een grote invloed op de nieuwe stroming van rockmuziek in de 21e eeuw. The Strokes' grote populariteit in het Verenigd Koninkrijk zorgde daar voor een explosie van bands in de garage rock- en postpunk revival met bands als The Libertines, Franz Ferdinand, Arctic Monkeys, Kaiser Chiefs en Editors. Voordat Is this it uitkwam, werden The Strokes al door de media uitgeroepen tot de 'redders van rock-'n-roll'. Hun populariteit in Engeland hadden ze voor een deel te danken aan NME, die ze vooral in 2001 prominent in het magazine plaatsten, waaronder enkele malen op de cover.

## Prijzen

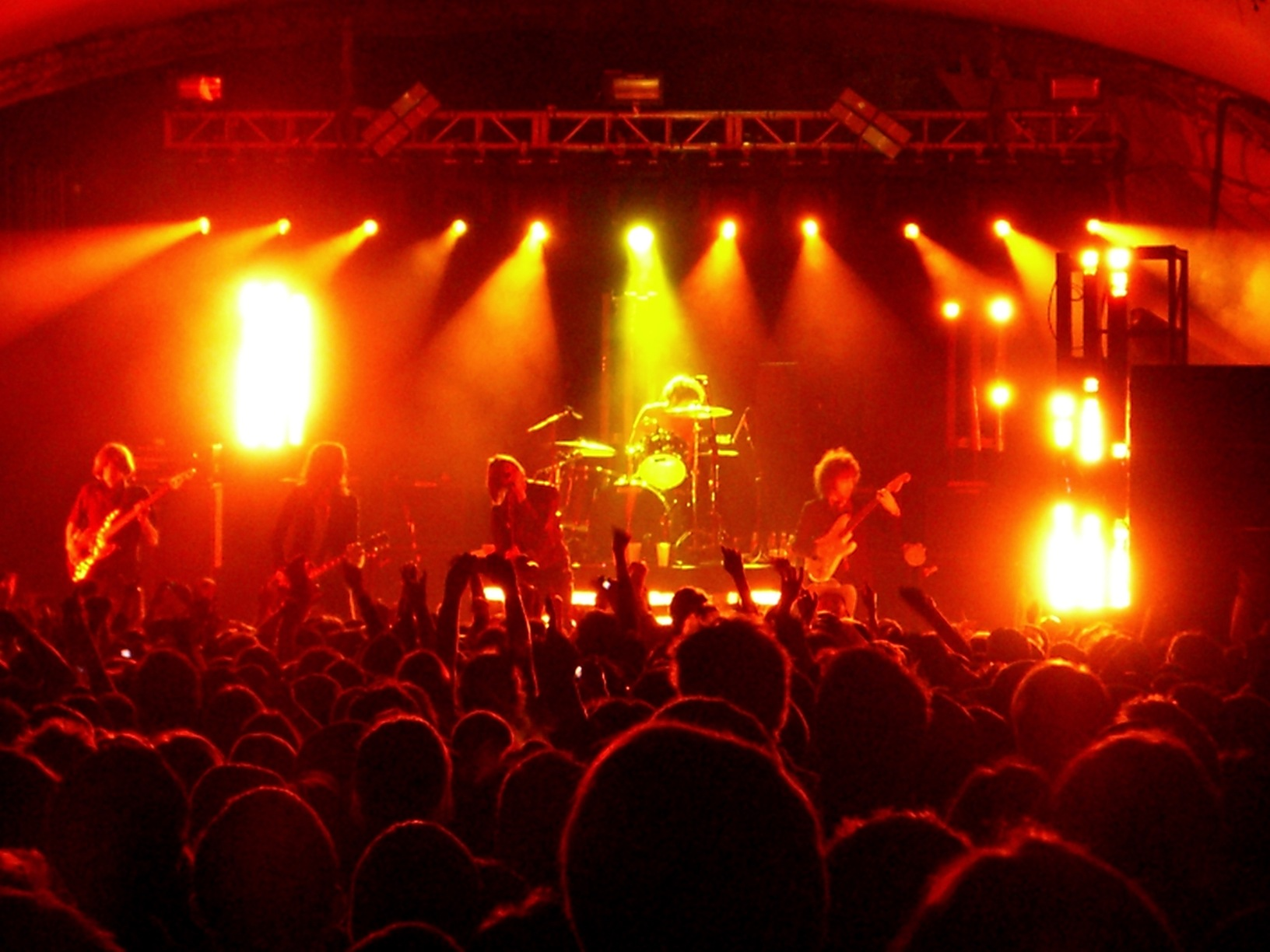
The Strokes in 2006.

| Jaar | Prijs                       | Categorie               |
| ---- | --------------------------- | ----------------------- |
| 2002 | BRIT Awards                 | Best International Band |
| 2002 | Meteor Ireland Music Awards | Best Album (Is This It) |
| 2002 | NME Awards                  | Best Album (Is This It) |
| 2002 | NME Awards                  | Band of the Year        |
| 2002 | NME Awards                  | Best New Act            |
| 2006 | NME Awards                  | Best International Band |
| 2020 | Grammy awards               | Best Rock Album         |